# Мереке (Таскалинский район)
Мереке (каз. Мереке, до 199? г. — Подтяжки) — аул в Таскалинском районе Западно-Казахстанской области Казахстана. Административный центр Мерекенского сельского округа. Код КАТО — 276047100.

## Население
В 1999 году население аула составляло 776 человек (391 мужчина и 385 женщин). По данным переписи 2009 года, в ауле проживало 730 человек (364 мужчины и 366 женщин).